# Belsdorf (Flechtingen)
Belsdorf ist ein Ortsteil der Gemeinde Flechtingen im Landkreis Börde des deutschen Bundeslandes Sachsen-Anhalt.

## Geografie
Der Ort liegt auf dem Flechtinger Höhenzug zwischen 128 und 134 Metern Seehöhe. Östlich erstrecken sich die Wälder des Flechtinger Forstes, der bei Belsdorf von einer nach Nordosten verlaufenden Schneise mit landwirtschaftlichen Flächen durchbrochen  ist, die sich nach Westen hin weit öffnet. Am südlichen Ortsrand entspringt der nach Nordosten verlaufende Allerzufluss Osterje. Durch Belsdorf führt die Kreisstraße 1134, die den Ort mit seinen Nachbarorten Behnsdorf im Süden und Eickendorf im Norden verbindet. Das Gemeindezentrum Flechtingen ist 10 Kilometer, die Kreisstadt Haldensleben 24 Kilometer entfernt. Das zum Ort gehörende ehemalige Vorwerk Damsendorf liegt eineinhalb Kilometer nordöstlich vom Ortskern entfernt.

## Geschichte
Im Geographischen Handbuch des Regierungsbezirkes Magdeburg von 1820 wurde Belsdorf als Dorf im Landkreis Gardelegen mit 222 Einwohnern und 31 Wohnhäusern beschrieben. Es war eingepfarrt in den Pfarrbezirk Behnsdorf. Für das Vorwerk Damsendorf wurden acht Einwohner in zwei Wohnhäusern sowie eine Schäferei angegeben. Das Vorwerk Damsendorf wurde erst bei der Auflösung des Gutsbezirks Flechtingen am 30. September 1928 von diesem abgetrennt und mit der Landgemeinde Belsdorf vereinigt.
Der Landkreis Gardelegen war 1815 im Zuge einer preußischen Verwaltungsreform gebildet worden. Neunzig Jahre später, 1910, hatte sich die Zahl der Einwohner Belsdorfs auf 282 erhöht, sie erreichte 1933 mit 319 Einwohnern einen vorläufigen Höhepunkt. Am Ende des Zweiten Weltkriegs lag der Ort zunächst im von der US-Armee besetzten Gebiet, wurde aber am 1. Juli 1945 an die Sowjetische Besatzungszone übergeben. Nach der von der DDR durchgeführten Gebietsreform von 1952 wurde Belsdorf dem Kreis Haldensleben im Bezirk Magdeburg zugeordnet. 1964 war die Einwohnerzahl auf 295 gesunken. Nach der territorialen Neuordnung als Ergebnis der deutschen Wiedervereinigung von 1990 lag Belsdorf im Bundesland Sachsen-Anhalt und wurde 1994 dem Ohrekreis zugeordnet. Nach einer weiteren Kreisreform kam der Ort 2007 zum Landkreis Börde. Im Zuge der Gemeindegebietsreform von 2008 schloss sich Belsdorf zum 1. Januar 2010 mit den Gemeinden Behnsdorf und Böddensell der neu gebildeten Gemeinde Flechtingen an.

## Politik

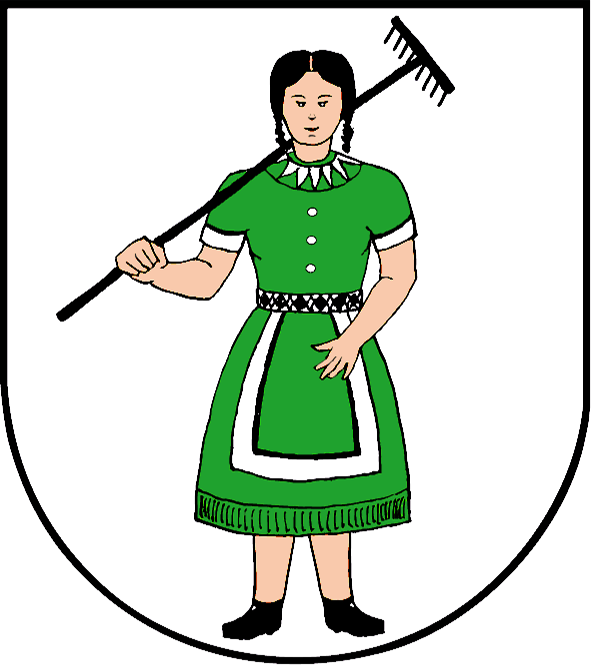
Wappen von Belsdorf

### Bürgermeister
Der letzte ehrenamtliche Bürgermeister von Belsdorf war Uwe Müller, der am 24. Februar 2008 mit 100 % der gültigen Stimmen gewählt wurde.

### Wappen und Flagge
Belsdorf war über viele Jahrhunderte von der Landwirtschaft geprägt. Darauf nimmt die Wappenfigur Bezug. Das Wappen wurde von dem Magdeburger Kommunalheraldiker Jörg Mantzsch gestaltet und am 13. Juni 1996 durch das Regierungspräsidium Magdeburg genehmigt. Laut Gebietsveränderungsvertrag vom 23. Juni 2009 § 1 Absatz 7 darf der Ortsteil sein bisheriges Wappen weiter verwenden.
Die Flagge der ehemaligen Gemeinde ist grün - weiß gestreift und mittig mit dem Ortsteilwappen belegt.